# The Red Devils
The Red Devils was een Amerikaanse, in Los Angeles gevestigde bluesrockband, die actief was van 1988 tot 1994. Met hun no-nonsense aanpak en de overtuigende Chicago-stijl bluesharp van zanger Lester Butler, waren ze een populaire verschijning in het clubcircuit van Los Angeles en toerden ze in de Verenigde Staten en Europa. De band bracht een livealbum uit, een ep met vier nummers en nam nummers op met Mick Jagger en Johnny Cash. In 1994 was de band uit elkaar gegaan, hoewel sommige leden af en toe optraden met gastmuzikanten als The Red Devils of hun eerdere naam, The Blue Shadows. In 2017 toerde een dergelijke bezetting en nam Return of the Red Devils op in Nederland.

## Bezetting
- Bill Bateman
- Smokey Hormel
- Dave Alvin
- Gene Taylor
- Dave Lee Bartel
- Jonny Ray Bartel
- Lester Butler
- Paul 'The Kid' Size
- Zach Zunis
- Mike Flanigin

## Geschiedenis
Oorspronkelijk heette het de Blue Shadows, maar in 1988 vormde de band een uitloper van de rootsrock/punkband The Blasters. Ze vestigden zich als de maandagavond-huisband van de buurtclub King King in Los Angeles. Vroege leden waren Smokey Hormel, Dave Alvin en Gene Taylor, maar tegen 1990-1991 was de bezetting min of meer gestabiliseerd met drummer Bill Bateman, gitarist Dave Lee Bartel, bassist Jonny Ray Bartel (van The Knitters), zanger/mondharmonicaspeler Lester Butler en gitarist Paul 'The Kid' Size. Hun optredens op maandagavond in de King King werden populair bij buurtbewoners en trokken ook de interesse van mensen als Billy Gibbons van ZZ Top, Angus en Malcolm Young van AC/DC en de toen roodgloeiende Black Crowes. Queen-gitarist Brian May kwam op een nacht jammen. Acteur Bruce Willis en leden van Motörhead, Dokken en Red Hot Chili Peppers namen ook deel aan de jamsessies.
Begin 1991 kwamen de Blue Shadows onder de aandacht van de producenten Rick Rubin en George Drakoulias van Def American Recordings. De band hoopte dat Drakoulias met hen zou werken, maar het werd duidelijk dat Rubin hun debuutalbum ging produceren. Een van zijn eerste zaken was een naamswijziging: de Blue Shadows werden The Red Devils (een naam die ooit werd gebruikt door een rockabilly-band met de gebroeders Bartel). Rubin besloot dat hun debuutalbum een livealbum zou worden, een single-take, niet-overdubs-publicatie, simpelweg King King en koos de nummers en de albumhoes. King King werd in de club opgenomen tijdens drie of vier van hun reguliere optredens op maandagavond in 1991. Het bevatte een mix van nummers van bluesgrootheden als Little Walter, Sonny Boy Williamson II, Howlin' Wolf en Willie Dixon, samen met enkele band-originelen. Het album werd uitgebracht in juli 1992 en een vroege recensie noemde het het meest opwindende live-album van het jaar, een schitterend debuut.
Mick Jagger raakte geïnteresseerd in The Red Devils op aanbeveling van Rick Rubin, die het derde soloalbum van Jagger produceerde. Nadat hij de band bij King King had gescout, stond Jagger in mei 1992 op het podium en speelde Who Do You Love? van Bo Diddley en Little Walters versie van Blues with a Feeling. Een maand later werden The Red Devils uitgenodigd om samen met Jagger enkele bluesstandards op te nemen, vermoedelijk voor zijn aanstaande soloalbum. Tijdens een opnamesessie van dertien uur bij Ocean Way Recording in Hollywood, namen Jagger en de Devils dertien nummers op, waaronder Mean Old World, Talk to Me Baby, Shake 'Em on Down en Forty Days and Forty Nights. Volgens bassist Jonny Ray Bartel waren de nummers in wezen niet gerepeteerd en werden de meeste in drie of minder takes voltooid, zonder overdubs - Jagger wilde de spontane, ruige kwaliteit van zijn favoriete vroege Chicago-blues herscheppen. Toen Jaggers Wandering Spirit in 1993 werd uitgebracht, bevatte het geen van de nummers die met The Red Devils waren opgenomen. Tijdens een korte tournee door Engeland in maart en april 1993 trad Jagger toe tot de band voor verschillende optredens en er werd gesproken over het uitbrengen van een album met de opnamen van juni 1992. Er werd echter slechts één nummer van de sessie, Checkin' Up on My Baby, uitgebracht, dat in 2007 op Jaggers The Very Best of Mick Jagger-album verscheen.
In augustus 1992 begonnen The Red Devils aan een uitgebreide Amerikaanse tournee. In maart 1993 ging de band naar Europa en speelde op verschillende spraakmakende festivals, waaronder het Pinkpop Festival. In juni 1993 waren ze terug in Los Angeles om hun laatste optreden in de King King club te spelen. Tegen die tijd leidden de toenemende toerende en zanger/mondharmonicaspeler Lester Butlers toenemende problemen met middelenmisbruik tot wrijving binnen de band en met Rubin. Gitarist Paul 'The Kid' Size verliet de band om terug te keren naar Texas en werd vervangen door Smokey Hormel, die eerder met de band had gespeeld.
In september 1993 bracht Rick Rubin The Red Devils terug naar de studio om op te nemen met muzieklegende Johnny Cash. Tijdens hun geïmproviseerde sessie liet Cash de band een aantal nummers horen, waaronder T for Texas, Bad News, Devil's Right Hand en Thirteen. Hun opname van T for Texas werd later uitgebracht op het album Unearthed 2003 van Cash. Negen nummers zijn opgenomen met gitarist Zach Zunis, die Hormel verving. Door montageproblemen werd het album echter nooit afgemaakt. Vier nummers uit de sessie werden later uitgebracht op de ep Blackwater Roll.
In november 1993 keerde de band terug naar Europa voor meer club- en festivaldata. In 1994 was de band echter op zijn laatste benen. Het werd steeds moeilijker om Lester ertoe te brengen te repeteren en Butler kwam ook niet meer opdagen voor optredens. Rubin liet de band vervolgens vallen en eind 1994 ontbonden ze in wezen. Leden van The Red Devils begonnen aan andere muzikale bezigheden. Butler trad op met verschillende muzikanten voordat hij zijn laatste band formeerde. Hij werd populair in Europa. Zijn laatste optreden gaf Butler in 1998 in Nederland tijdens het Moulin Blues Festival, hij overleed enkele dagen later in Los Angeles, op 38-jarige leeftijd. 
De overige leden hebben soms opgetreden met verschillende muzikanten als de Blue Shadows en op 27 mei 2012 werden vier van de oorspronkelijke leden herenigd als The Red Devils. In mei 2017 zijn drie van de oorspronkelijke leden, samen met een ander voormalig lid, herenigd voor een tournee in Nederland. Bill Bateman, Jonny Ray Bartel, Paul Size, Mike Flanigin, met de Nederlandse blueszanger en mondharmonicaspeler Pieter 'Big Pete' Van Der Pluijm, speelden concerten, waaronder de headliner van een avond op het Ribs and Blues Festival in Raalte, Nederland. De band trad vervolgens toe tot ZZ Top als de openingsact op de Europese etappe van hun Tonnage Tour 2017. Een album opgenomen tijdens twee optredens in Nederland in juni 2017 werd uitgebracht als Return of the Red Devils.

## Discografie
| Jaar | Titel                    | Opmerkingen |
| ---- | ------------------------ | ----------- |
| 1992 | King King                |             |
| 1994 | Blackwater Roll          | ep          |
| 2017 | Return of the Red Devils |             |

- Gemeinsame Normdatei: 10284695-9
- International Standard Name Identifier: 0000 0001 0823 9567
- Library of Congress Control Number: no95048898
- MusicBrainz: 2150d906-3fd0-41f1-b7d7-c3319f87cfb9
- Virtual International Authority File: 140333637